# Janja Lesar
Janja Lesar (ur. 1 listopada 1977 w Lublanie) – słoweńska tancerka, choreografka i trenerka tańca.

## Życiorys
Trenowanie tańca towarzyskiego rozpoczęła w wieku 5 lat, pod kierownictwem Barbary Ambroz. Do 2003, przez dziesięć lat tańczyła z Matejem Krajcerem, z którym w 1996 wygrała prestiżowy turniej „British Open” w Blackpool w kategorii „Poniżej 21 roku życia”, w 2001 została finalistką Mistrzostw Świata IDSF w tańcach latynoamerykańskich, a w 2003 Mistrzynią Słowenii w tychże. W kwietniu 2003 rozstała się z partnerem i zaczęła trenować z Krzysztofem Hulbojem, z którym reprezentowała Polskę i w 2008 zdobyła tytuł Mistrzyni Polski w tańcach latynoamerykańskich. W kwietniu 2008 zakończyli karierę turniejową.
Jesienią 2008 zadebiutowała jako trenerka tańca w programie TVN Taniec z gwiazdami. Wystąpiła w pięciu edycjach konkursu, a jej partnerami byli, kolejno: Paweł Stasiak, Marcin Chochlew, Michał Kwiatkowski, Maciej Jachowski i Bilguun Ariunbaatar.
W 2009 zatańczyła w filmie Kochaj i tańcz. W latach 2010–2013 występowała w spektaklu Traviata wystawianym w Teatrze Wielkim w Warszawie. Od 2012 występowała w spektaklu taneczno-aktorskim I Move You wystawianym w Studio Buffo.
Od 2014 jest trenerką w programie Polsatu Dancing with the Stars. Taniec z gwiazdami, występowała z, kolejno: Dawidem Kwiatkowskim, Michałem Koterskim, Popkiem, Sebastianem Stankiewiczem, Damianem Kordasem, Tomaszem Oświecińskim, Denisem Urubko, Wiesławem Nowobilskim i Katarzyną Zillmann. W parze z Kordasem zwyciężyła w finale dziesiątej edycji. Przez kilka sezonów była dodatkowo choreografką par uczestniczących w programie.
W 2015 wystąpiła w teledyskach do piosenek: „Chciałbym to być ja” Jana Traczyka i „Afraid” Dawida Kwiatkowskiego. W 2016 stworzyła choreografię do filmu Zjednoczone stany miłości.

## Życie prywatne
Jest córką Olgi i Janja Lesarów. Jej matka pracuje w marketingu, a ojciec prowadzi drukarnię i restaurację. Ma młodszego brata, Lukę.
Jest zaręczona z tancerzem Krzysztofem Hulbojem.